# Герб Ратнівського району
Герб Ра́тнівського райо́ну — офіційний символ Ратнівського району Волинської області. Герб є промовистим.

## Опис
Гербовий щит має форму чотирикутника з півколом в основі. Поле щита синього кольору, у ньому — срібне зображення приаркової брами. З обох сторін до брами прилягають фрагменти фортечних зубчастих стін. У просвіті брами — три ратники в обладунках. Посередині ратник з мечем, з боків — ратники з сохою і молотом. Фон брами і фортечних стін  декорований штриховкою, що імітує кам’яну кладку. Зображення ратників рельєфне.
У зображенні герба Ратнівського району використано срібний та синій кольори. Срібло символізує чистоту, невинність. Блакитний — величність, красу, ясність.
Геральдичні фігури, використані в зображенні герба:
1. Три ратники. Саму назву Ратне багато дослідників виводять від слова рать — військової сили, озброєних загонів. Ратники не тільки захищали кордони (ратник з мечем, але й займалися ремеслами (ратник з молотом) і обробляли землю (ратник з сохою).
2. Брама з фрагментами зубчастих фортечних стін-укріплення, кордон, перехід (митний перехід), що є актуальним в даний час.